# Libellule de Paris
La Libellule de Paris è una società di nuoto francese, proveniente da Parigi.
Attiva dalla fine del XIX secolo agli inizi del XX, è nota per aver partecipato alle gare di nuoto e di pallanuoto della II Olimpiade estiva di Parigi del 1900,
Gareggiò nei 200m per squadre, arrivando quarta e ultima, con un punteggio totale di 65, dietro ai tedeschi della Deutscher Schwimm Verband Berlin e ai francesi Tritons Lillois e Pupilles de Neptune de Lille. Prese parte anche al torneo di pallanuoto, uscendo in semifinale, dopo essere stata battuta 5-1 dai belgi del Brussels Swimming and Water Polo Club, vincendo comunque la medaglia di bronzo.

## I componenti

### Squadra di nuoto
- Jules Clévenot (7 punti)
- Rosier (10 punti)
- Féret (15 punti)
- Gasaigne (16 punti)
- Pelloy (17 punti)

### Squadra di pallanuoto
- Bill Burgess
- Jules Clévenot[1]
- Alphonse Decuyper
- Louis Laufray
- Henri Peslier
- Auguste Pesloy
- Paul Vasseur